# 諸君!
『諸君!』（しょくん）は、株式会社文藝春秋が発行していた月刊オピニオン雑誌。

## 概要
毎月1日（年末は25・26日、以前は毎月2・3日であった）発売。創刊時は『諸君』だったが、『諸君!』となったのは、1970年1月号からである。編集部員は5-7名と少人数の編集活動だった。2009年6月号を最後に休刊。最終号の編集長は内田博人。

## 沿革・特色
1969年5月に7月号として創刊。初代編集長は田中健五。
その後、福田恆存、三島由紀夫、小林秀雄などを中心に、前年に結成された保守系団体「日本文化会議」（1994年春に解散）の機関誌『文化会議』を文藝春秋社から刊行したいと小林と池島が交渉したが、新潮社も刊行に興味を示していることを知った池島は刊行を進めた。
池島の心境は以下のようである。
しかし文藝春秋社員から「日本文化会議」機関紙刊行について反対意見が続出し、社員255人の58％にあたる149人の反対署名が集められた。これがきっかけとなり、親睦団体（社員会）しかなかった文藝春秋社に労働組合（文藝春秋労働組合）が結成される。このような社内の強い反発により、機関紙刊行は取りやめとなり、現状の形に落ち着いた。
三島は自決直前の夏に「革命の哲学としての陽明学」を、田中編集長の立会いで口述筆記し、三島唯一の論文掲載となった。1971年2月号は「三島事件」の総特集号となった。
保守系論壇人としては小林秀雄、竹山道雄、田中美知太郎、福田恆存、林健太郎、高坂正堯、江藤淳、村松剛らが寄稿。のちに山本七平、渡部昇一、谷沢永一、佐伯彰一、野田宣雄、西尾幹二、平川祐弘らが常連となった。しかし、小林良彰、浅田彰、山口二郎、大塚英志、金子勝など保守に属さない左派にも寄稿させてきた。そして、上野千鶴子、大沼保昭、稲葉振一郎、井上章一など左派や中道論客が保守側の人物の対談や論説など様々な形で登場しており、対立する左派にも寄稿を依頼する点は「正論」とは異なるところであった。また時折アンケートという形で各界の識者の意見を聞く特集を組んだが、その場合、登場する面子は左派から政治的な色彩が薄い人物まで様々だった。
創刊時の田中美知太郎の『時代と私』から始まり、宮本常一や井上光貞・松田毅一などの著名な学者の回顧録を連載した。また1980年代には、作家辺見じゅんが今西錦司、谷川徹三、土屋文明、永井龍男といった当時健在だった明治生まれの作家・学者らへのインタビュー対談を掲載していた。のちに『初めて語ること―賢師歴談』として刊行された。
1980年1月号より開始した巻頭コラム「紳士と淑女」。また巻末コラムの山本夏彦「笑わぬでもなし」も著名であった。1980年には1960年代初頭まで左派であった清水幾太郎が本誌上にて核武装論を展開して話題となる。清水の「核の選択―日本よ国家たれ」が掲載された1980年7月号は、当時の実売数は2万数千部だったが、この号は1万部も多い、3万2000部を売り切り、編集部には記録破りの賛否両論の投書が届けられ、翌月号には投書特集が組まれた。なお清水は回顧録『わが人生の断片』を連載した。清水が『諸君!』に登場するようになったのは、文藝春秋で『諸君』の創刊が決まったときに遡る。編集部員への配属が予定されていた東眞史は、「清水研究室」を訪問し、編集会議で清水を執筆者に加えることを提案したが池島信平と田中健五編集長は「バーカ。清水幾太郎が文春に書くわけないだろうが!」と言ったが、それは、清水がもともとは岩波文化人だったことによる。しかし、東の熱意と新しい執筆場所を探していた清水の意向が合致し、清水は創刊号でインタビュー形式の「戦後史をどう見るか」で登場する。
初代編集長の田中（のち社長・会長）の意向が強く反映した内容を踏襲してきた。『正論』・『Voice』・『WiLL』などと共に保守系論壇誌であり（2016年にはこれに『Hanada』が加わる）、岩波書店の『世界』、朝日新聞社の『論座』（2008年休刊）、創出版の『創』などの左派系論壇誌と対をなしていた。
『文藝春秋』・『週刊文春』同様に公明党・創価学会には批判的。池田大作らの言動を巻頭コラム「紳士と淑女」でたびたび取り上げたほか、元毎日新聞編集委員内藤国夫による論説「月刊創価学会問題」を内藤が死去した1999年まで10年以上にわたって連載、論壇誌の中でも特に対決姿勢を鮮明にしていた。
左派系マスコミが沈黙すると考えられていた北朝鮮の拉致問題についても当初から大きく取り上げていた。また、サイエンス関係の企画も初期は立花隆が、後期は中野不二男などが扱っていた。
とりわけ朝日新聞批判は創刊以来のライフワーク的存在であり、しばしば特集を組んで批判論陣を張った。古くは本多勝一の『中国の旅』批判、21世紀に入ってからは女性国際戦犯法廷のNHK番組改変問題で安倍晋三首相の主張と同じく「捏造を行った朝日」と批判を大々的に行った。
岩波書店で多く本を出し、雑誌『世界』に論文を掲載する主に左派文化人の呼称である「進歩的文化人」批判も多く行った。特にソ連解体（ソビエト連邦の崩壊）後の、左派文化人がソ連共産党の独裁体制や中国の文化大革命、北朝鮮の金日成崇拝を無条件で礼賛していた各種の過去の発言を雑誌や新聞から発掘し、個人名を挙げて出典付きで紹介する「悪魔祓いの戦後史」（稲垣武）の連載は山本七平賞を受賞した。
また、2001年2月号では南京事件論争では多種多様なアンケート結果を掲載し、誌上で産経新聞論説委員石川水穂（当時）の司会で「中間派」の秦郁彦と「まぼろし派」の東中野修道による座談会を行った。
1990年代には自由主義史観の主要論陣拠点となり、1996年に結成された新しい歴史教科書をつくる会に、産経新聞系の『正論』とともに深く関わっていた。
元統一協会員の仲正昌樹が斎藤貴男らを批判した「サヨクの最後の砦 - 「格差社会」「愛国心」「共謀罪」ハンタイ」（2006年8月号）に2ページでいいから反論させろと要求したところ、「読者投稿欄なら」との編集部の回答に失望したという。数ページにわたる批判記事への言論人の反論には2ページ割いて反論を載せるのは従来『諸君!』の伝統であって、石井英夫のそれに対しても俵孝太郎は2ページ反論する機会を与えられている。斎藤は結局、投稿欄への反論を行わなかった。また、以前は本多勝一が投書欄への反論すら拒絶されたことで、訴訟沙汰となっている。本多は「掲載された本多への批判の論説は、本多が書いた記事の曲解に基づくものであり、読者に誤解をさせるから名誉毀損である」とし、発行元の文芸春秋社を提訴したが、判決は「掲載された文に本多の記事が引用されているため読者には元の文がわかる」として請求棄却であった。
文藝春秋社全体の広告収入の落ち込みもあり、社業全体の見直しの一環として2009年3月、創刊から40年となる2009年5月1日発売の2009年6月号で休刊することが発表された。
2012年1月31日、『文藝春秋』2012年2月号増刊という体裁で3年ぶりに復刊され、北朝鮮問題を特集した。

## 発行部数
創刊1年目は毎月実売4万部、翌年からは良くて3万部強、悪い時には2万部前後、ちなみにこの頃の『中央公論』は実売8万部前後。部数を伸ばしだしたのは1980年代初期であり、実売5万部〜6万部。1984年の実売6万部であり、『中央公論』を4千部超える。以後『諸君!』は実売6万部前後を維持するが、『中央公論』は実売が経年と共に減少、実売数が開く。2005年8月までの年間平均部数は8万部強、最高部数は2006年の8万5000部だったが、2008年9月までには約6万5000部に低落、実売は4万部を切っていた。
|        | 1〜3月 | 4〜6月    | 7〜9月    | 10〜12月  |
| ------ | ------ | --------- | --------- | --------- |
| 2008年 |        | 64,000 部 | 63,667 部 | 62,250 部 |

## 『朝日新聞』論壇時評との関係
辻村明による『朝日新聞』論壇時評（1951年10月〜1980年12月）の量的分析は以下のようになる。「雑誌別言及頻度」は、1位『世界』（1390）、2位『中央公論』（1072）、3位『朝日ジャーナル』（注：1959年3月15日号創刊、556）、4位『文藝春秋』（467）、『諸君!』は後発（1969年7月号創刊）であるから言及は少なくなるが、創刊されてから絞っても『潮』・『エコノミスト』よりもはるかに少なく、辻村明は『諸君!』1982年1月号で以下のように評している。
1981年1月（高畠通敏）〜2009年2月（松原隆一郎）まで論壇時評者14人の言及した上位15誌は以下となる。
| 順位 | 雑誌名         | 総数 | 肯定的言及 | 否定的言及 |
| ---- | -------------- | ---- | ---------- | ---------- |
| 1    | 世界           | 460  | 93.7%      | 6.3%       |
| 2    | 中央公論       | 355  | 85.6%      | 14.4%      |
| 3    | エコノミスト   | 222  | 95.5%      | 4.5%       |
| 4    | 文藝春秋       | 143  | 90.2%      | 9.8%       |
| 5    | 朝日ジャーナル | 91   | 98.9%      | 1.1%       |
| 6    | Voice          | 80   | 86.3%      | 13.8%      |
| 6    | 諸君!          | 80   | 82.5%      | 17.5%      |
| 8    | 論座           | 73   | 89.0%      | 11.0%      |
| 9    | 現代思想       | 51   | 94.1%      | 5.9%       |
| 9    | 週刊東洋経済   | 51   | 92.2%      | 7.8%       |
| 11   | 月刊現代       | 46   | 93.5%      | 6.5%       |
| 12   | 月刊Asahi      | 39   | 94.9%      | 5.1%       |
| 13   | アスティオン   | 34   | 97.1%      | 2.9%       |
| 13   | 潮             | 34   | 85.3%      | 14.7%      |
| 15   | 正論           | 33   | 84.8%      | 15.2%      |

『諸君!』『Voice』の言及率は、『世界』を100%とするなら17%、『正論』は7%となり、論壇時評者は2年間担当するが、3誌に一度も言及しなかった論壇時評者、3誌のうち1誌だけ言及した論壇時評者もいる。さらに、取り上げられた場合でも否定的な言及が多く、その割合は、『諸君!』（17.5%）、『正論』（15.2%）、『潮』（14.7%）となる。